# 卡利科 (加利福尼亞州克恩縣)
卡利科（英語：Calico）是位於美國加利福尼亞州克恩縣的一個非建制地區。該地的面積和人口皆未知。

## 地理
卡利科的座標為35°37′58″N 119°12′23″W / 35.63278°N 119.20639°W，而該地的平均海拔高度為122米（即400英尺）。